# Pithecellobium nicoyanum
Pithecellobium nicoyanum là một loài thực vật có hoa trong họ Đậu. Loài này được (Britton & Rose) Niezgoda & Nev miêu tả khoa học đầu tiên.